# New Milford (Connecticut)
New Milford es un pueblo ubicado en el condado de Litchfield en el estado estadounidense de Connecticut. En 2020 tenía una población de 28 115 habitantes y una densidad poblacional de 176.3 personas por km².

## Demografía
Según la Oficina del Censo en 2000 los ingresos medios por hogar en la localidad eran de $65 354, y los ingresos medios por familia eran $75 775. Los hombres tenían unos ingresos medios de $50 523 frente a los $34 089 de las mujeres. La renta per cápita para la localidad era de $29 630. Alrededor del 3,3% de la población estaba por debajo del umbral de pobreza.